# Homola mieensis
Homola mieensis är en kräftdjursart som beskrevs av Sakai 1979. Homola mieensis ingår i släktet Homola och familjen Homolidae. Inga underarter finns listade i Catalogue of Life.